# Luis Usábal
Luis Felipe Usábal y Hernández (1876-1937) fue un pintor, cartelista, dibujante e ilustrador español.

## Biografía

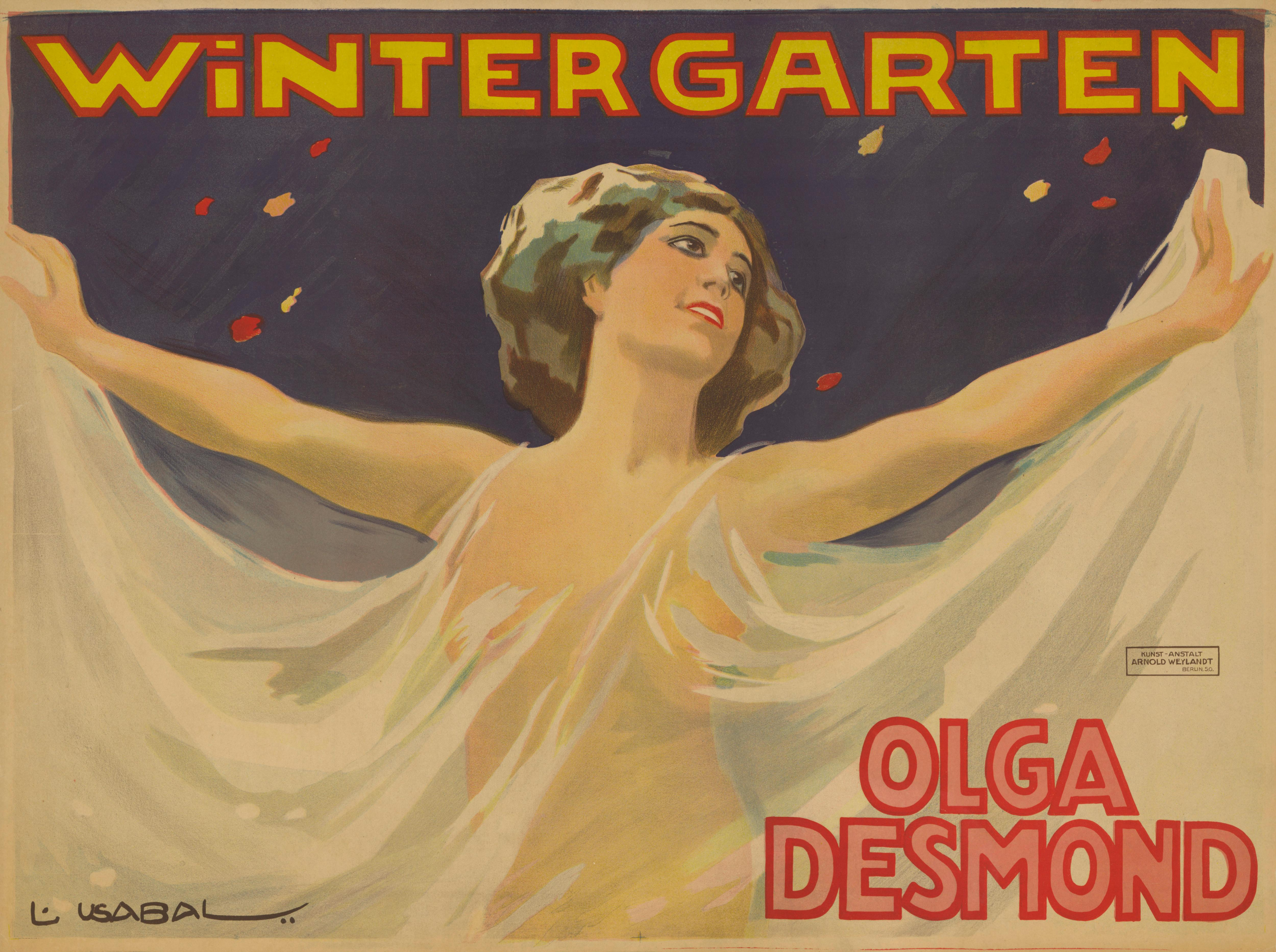
Cartel de Usabal de 1910 anunciando un espectáculo de la bailarina y actriz Olga Desmond en el teatro de variedades Wintergarten de Berlín

Nació en 1876 en la ciudad española de Valencia. Las ilustraciones de Usábal, cuya obra estuvo enmarcada temporalmente en un periodo en el que había una transición entre el art nouveau y el art decó, aparecieron tanto en revistas españolas, como La Esfera, como de otros países, como Alemania, por ejemplo Die Woche für die Deutsche Jugend.
También residió y trabajó en los Estados Unidos. En Hollywood retrató a actores de éxito e incluso en la prensa periódica española se le atribuye la dirección de alguna película, si bien otra fuente circunscribe su actividad allí principalmente a la realización de carteles de cine. Usábal, a quien en la Enciclopedia universal ilustrada europeo-americana se describe también como escultor y al que Antonio G. de Linares menciona como «creador de la nueva escuela cinematográfica de pintura, mezcla del más audaz impresionismo y del clasicismo más pompier», falleció en 1937.